# Josefine Alfsson
Josefine Alfsson, född 20 augusti 1991, är en svensk före detta fotbollsspelare (mittfältare, men även spelat i backposition). Hon har ett SM-guld från 2010 med LdB FC Malmö. 

## Klubbkarriär
Alfssons moderklubb är Falköpings KIK. Hon gjorde allsvensk debut som 15-åring 2007 i Falköpings KIK. Två år senare skrev Alfsson på för LdB FC Malmö med vilka hon var med och tog allsvenskt guld 2010. 2010-2012 spelade hon i Linköpings FC samt 2013 i Kisa BK. Hösten 2014 återvände hon till moderklubben Falköpings KIK.

## Landslagskarriär
På internationell nivå har Alfsson ingått i den svenska U20-truppen i VM i Tyskland 2010.